# 佩爾拉穆特羅維島
佩爾拉穆特羅維島是俄羅斯的島嶼，屬於法蘭士約瑟夫地群島的一部分，位於格雷厄姆貝爾島東南面的喀拉海，由阿爾漢格爾斯克州負責管轄，長1.5公里，最高點海拔高度22米。